# Tirreno-Adriático 2011
La 46.ª edición de la Tirreno-Adriático se disputó entre el 9 y el 15 de marzo de 2011. La carrera empezó en Marina di Carrara y finalizó en San Benedetto del Tronto, después de recorrer 1075,1 km en 7 etapas.
Perteneció al UCI WorldTour 2011.
Como novedad fue la primera vez en la historia de la carrera que comenzó con una contrarreloj por equipos.
El ganador final fue Cadel Evans (quien además se hizo con una etapa). Le acompañaron en el podio Robert Gesink y Michele Scarponi (quien se hizo con la clasificación por puntos), respectivamente.
En las otras clasificaciones secundarias se impusieron Davide Malacarne (montaña), Robert Gesink (jóvenes) y Liquigas-Cannondale (equipos).

## Equipos participantes
Tomaron parte en la carrera 20 equipos: los 18 de categoría UCI ProTour (al ser obligada su participación); más 2 de categoría Profesional Continental mediante invitación de la organización (Acqua & Sapone y Farnese Vini-Neri Sottoli). Formando así un pelotón de 160 ciclistas, con 8 corredores cada equipo, de los que acabaron 141. Los equipos participantes fueron:
| ProTeams (18)- Ag2r La Mondiale - Astana - BMC Racing Team - Euskaltel-Euskadi - Garmin-Cervélo - HTC-Highroad - Katusha - Lampre-ISD - Leopard-Trek - Liquigas-Cannondale - Movistar Team - Omega Pharma-Lotto - Quick Step Cycling Team - Rabobank - Team RadioShack - Saxo Bank-Sungard - Sky ProCycling - Vacansoleil-DCM Equipos continentales profesionales (2)- Acqua & Sapone - Farnese Vini-Neri Sottoli |
| |

## Etapas
| Etapa     | Fecha     | Recorrido                                           | type                     | Distancia (km) | Ganador           | Líder         |
| --------- | --------- | --------------------------------------------------- | ------------------------ | -------------- | ----------------- | ------------- |
| 1.ª etapa | 9 de mar  | Marina di Carrara – Marina di Carrara               | contrarreloj por equipos | 16,8           | Rabobank          | Lars Boom     |
| 2.ª etapa | 10 de mar | Carrara – Arezzo                                    | etapa llana              | 202            | Tyler Farrar      | Tyler Farrar  |
| 3.ª etapa | 11 de mar | Terranuova Bracciolini – Perugia                    | etapa llana              | 189            | Juan José Haedo   | Tyler Farrar  |
| 4.ª etapa | 12 de mar | Narni – Chieti                                      | etapa de media montaña   | 240            | Michele Scarponi  | Robert Gesink |
| 5.ª etapa | 13 de mar | Chieti – Castelraimondo                             | etapa de media montaña   | 240            | Philippe Gilbert  | Cadel Evans   |
| 6.ª etapa | 14 de mar | Ussita – Macerata                                   | etapa de media montaña   | 178            | Cadel Evans       | Cadel Evans   |
| 7.ª etapa | 15 de mar | San Benedetto del Tronto – San Benedetto del Tronto | contrarreloj individual  | 9,3            | Fabian Cancellara | Cadel Evans   |

## Desarrollo de la carrera

### Etapa 1
| Marina di Carrara - Marina di Carrara | contrarreloj por equipos | (16,8 km) |

| \| Clasificación de la etapa \| Clasificación de la etapa \| Clasificación de la etapa \| Clasificación de la etapa \| Clasificación de la etapa \| Clasificación de la etapa \| \| Equipo \| Equipo \| Tiempo \| Diferencia \| Promedio \| \| \| ------------------------- \| ------------------------- \| ------------------------- \| ------------------------- \| ------------------------- \| ------------------------- \| \| 1.º \| Rabobank \| 18 min 08 s \| 18 min 08 s \| 55.588 km/h \| \| \| 2.º \| Garmin-Cervélo \| 18 min 17 s \| + 9 s \| 55.132 km/h \| \| \| 3.º \| HTC-Highroad \| 18 min 18 s \| + 10 s \| 55.082 km/h \| \| \| 4.º \| Saxo Bank-Sungard \| 18 min 19 s \| + 11 s \| 55.032 km/h \| \| \| 5.º \| Liquigas-Cannondale \| 18 min 30 s \| + 22 s \| 54.486 km/h \| \| \| 6.º \| BMC Racing Team \| 18 min 34 s \| + 26 s \| 54.291 km/h \| \| \| 7.º \| Leopard-Trek \| 18 min 36 s \| + 29 s \| 54.194 km/h \| \| \| 8.º \| Team RadioShack \| 18 min 38 s \| + 30 s \| 54.097 km/h \| \| \| 9.º \| Sky ProCycling \| 18 min 41 s \| + 33 s \| 53.952 km/h \| \| \| 10.º \| Lampre-ISD \| 18 min 45 s \| + 37 s \| 53.760 km/h \| \| |                     |             |             |             |
| |                     |             |             |             |
| |                     |             |             |             |
| Clasificación de la etapa |                     |             |             |             |
| Equipo | Equipo              | Tiempo      | Diferencia  | Promedio    |
| 1.º | Rabobank            | 18 min 08 s | 18 min 08 s | 55.588 km/h |
| 2.º | Garmin-Cervélo      | 18 min 17 s | + 9 s       | 55.132 km/h |
| 3.º | HTC-Highroad        | 18 min 18 s | + 10 s      | 55.082 km/h |
| 4.º | Saxo Bank-Sungard   | 18 min 19 s | + 11 s      | 55.032 km/h |
| 5.º | Liquigas-Cannondale | 18 min 30 s | + 22 s      | 54.486 km/h |
| 6.º | BMC Racing Team     | 18 min 34 s | + 26 s      | 54.291 km/h |
| 7.º | Leopard-Trek        | 18 min 36 s | + 29 s      | 54.194 km/h |
| 8.º | Team RadioShack     | 18 min 38 s | + 30 s      | 54.097 km/h |
| 9.º | Sky ProCycling      | 18 min 41 s | + 33 s      | 53.952 km/h |
| 10.º | Lampre-ISD          | 18 min 45 s | + 37 s      | 53.760 km/h |

| \| Clasificación general \| Clasificación general \| Clasificación general \| Clasificación general \| Clasificación general \| \| Ciclista \| Ciclista \| Equipo \| Tiempo \| \| \| --------------------- \| --------------------- \| --------------------- \| --------------------- \| --------------------- \| \| 1.º \| Lars Boom \| Rabobank \| 18 min 08 s \| \| \| 2.º \| Sebastian Langeveld \| Rabobank \| + 0 s \| \| \| 3.º \| Robert Gesink \| Rabobank \| + 0 s \| \| \| 4.º \| Bram Tankink \| Rabobank \| + 0 s \| \| \| 5.º \| Óscar Freire \| Rabobank \| + 0 s \| \| \| 6.º \| Tom Leezer \| Rabobank \| + 0 s \| \| \| 7.º \| Tyler Farrar \| Garmin-Cervélo \| + 9 s \| \| \| 8.º \| David Zabriskie \| Garmin-Cervélo \| + 9 s \| \| \| 9.º \| Ramūnas Navardauskas \| Garmin-Cervélo \| + 9 s \| \| \| 10.º \| Roger Hammond \| Garmin-Cervélo \| + 9 s \| \| |                      |                |             |
| |                      |                |             |
| |                      |                |             |
| Clasificación general |                      |                |             |
| Ciclista | Ciclista             | Equipo         | Tiempo      |
| 1.º | Lars Boom            | Rabobank       | 18 min 08 s |
| 2.º | Sebastian Langeveld  | Rabobank       | + 0 s       |
| 3.º | Robert Gesink        | Rabobank       | + 0 s       |
| 4.º | Bram Tankink         | Rabobank       | + 0 s       |
| 5.º | Óscar Freire         | Rabobank       | + 0 s       |
| 6.º | Tom Leezer           | Rabobank       | + 0 s       |
| 7.º | Tyler Farrar         | Garmin-Cervélo | + 9 s       |
| 8.º | David Zabriskie      | Garmin-Cervélo | + 9 s       |
| 9.º | Ramūnas Navardauskas | Garmin-Cervélo | + 9 s       |
| 10.º | Roger Hammond        | Garmin-Cervélo | + 9 s       |

### Etapa 2
| Carrara - Arezzo | etapa llana | (202 km) |

| \| Clasificación de la etapa \| Clasificación de la etapa \| Clasificación de la etapa \| Clasificación de la etapa \| Clasificación de la etapa \| \| Ciclista \| Ciclista \| Equipo \| Tiempo \| \| \| ------------------------- \| ------------------------- \| ------------------------- \| ------------------------- \| ------------------------- \| \| 1.º \| Tyler Farrar \| Garmin-Cervélo \| 4 h 56 min 06 s \| \| \| 2.º \| Alessandro Petacchi \| Lampre-ISD \| + 0 s \| \| \| 3.º \| Juan José Haedo \| Saxo Bank-Sungard \| + 0 s \| \| \| 4.º \| Mark Renshaw \| HTC-Highroad \| + 0 s \| \| \| 5.º \| Marcel Sieberg \| Omega Pharma-Lotto \| + 0 s \| \| \| 6.º \| Greg Van Avermaet \| BMC Racing Team \| + 0 s \| \| \| 7.º \| Mirco Lorenzetto \| Astana \| + 0 s \| \| \| 8.º \| Edvald Boasson Hagen \| Team Sky \| + 0 s \| \| \| 9.º \| Borut Božič \| Vacansoleil-DCM \| + 0 s \| \| \| 10.º \| Oscar Gatto \| Farnese Vini-Neri Sottoli \| + 0 s \| \| |                      |                           |                 |
| |                      |                           |                 |
| |                      |                           |                 |
| Clasificación de la etapa |                      |                           |                 |
| Ciclista | Ciclista             | Equipo                    | Tiempo          |
| 1.º | Tyler Farrar         | Garmin-Cervélo            | 4 h 56 min 06 s |
| 2.º | Alessandro Petacchi  | Lampre-ISD                | + 0 s           |
| 3.º | Juan José Haedo      | Saxo Bank-Sungard         | + 0 s           |
| 4.º | Mark Renshaw         | HTC-Highroad              | + 0 s           |
| 5.º | Marcel Sieberg       | Omega Pharma-Lotto        | + 0 s           |
| 6.º | Greg Van Avermaet    | BMC Racing Team           | + 0 s           |
| 7.º | Mirco Lorenzetto     | Astana                    | + 0 s           |
| 8.º | Edvald Boasson Hagen | Team Sky                  | + 0 s           |
| 9.º | Borut Božič          | Vacansoleil-DCM           | + 0 s           |
| 10.º | Oscar Gatto          | Farnese Vini-Neri Sottoli | + 0 s           |

| \| Clasificación general \| Clasificación general \| Clasificación general \| Clasificación general \| Clasificación general \| \| Ciclista \| Ciclista \| Equipo \| Tiempo \| \| \| --------------------- \| --------------------- \| --------------------- \| --------------------- \| --------------------- \| \| 1.º \| Tyler Farrar \| Garmin-Cervélo \| 5 h 14 min 13 s \| \| \| 2.º \| Tom Leezer \| Rabobank \| + 1 s \| \| \| 3.º \| Lars Boom \| Rabobank \| + 1 s \| \| \| 4.º \| Sebastian Langeveld \| Rabobank \| + 1 s \| \| \| 5.º \| Óscar Freire \| Rabobank \| + 1 s \| \| \| 6.º \| Robert Gesink \| Rabobank \| + 1 s \| \| \| 7.º \| Bram Tankink \| Rabobank \| + 1 s \| \| \| 8.º \| Juan José Haedo \| Saxo Bank-Sungard \| + 8 s \| \| \| 9.º \| Andreas Klier \| Garmin-Cervélo \| + 10 s \| \| \| 10.º \| Roger Hammond \| Garmin-Cervélo \| + 10 s \| \| |                     |                   |                 |
| |                     |                   |                 |
| |                     |                   |                 |
| Clasificación general |                     |                   |                 |
| Ciclista | Ciclista            | Equipo            | Tiempo          |
| 1.º | Tyler Farrar        | Garmin-Cervélo    | 5 h 14 min 13 s |
| 2.º | Tom Leezer          | Rabobank          | + 1 s           |
| 3.º | Lars Boom           | Rabobank          | + 1 s           |
| 4.º | Sebastian Langeveld | Rabobank          | + 1 s           |
| 5.º | Óscar Freire        | Rabobank          | + 1 s           |
| 6.º | Robert Gesink       | Rabobank          | + 1 s           |
| 7.º | Bram Tankink        | Rabobank          | + 1 s           |
| 8.º | Juan José Haedo     | Saxo Bank-Sungard | + 8 s           |
| 9.º | Andreas Klier       | Garmin-Cervélo    | + 10 s          |
| 10.º | Roger Hammond       | Garmin-Cervélo    | + 10 s          |

### Etapa 3
| Terranuova Bracciolini - Perugia | etapa llana | (189 km) |

| \| Clasificación de la etapa \| Clasificación de la etapa \| Clasificación de la etapa \| Clasificación de la etapa \| Clasificación de la etapa \| \| Ciclista \| Ciclista \| Equipo \| Tiempo \| \| \| ------------------------- \| ------------------------- \| ------------------------- \| ------------------------- \| ------------------------- \| \| 1.º \| Juan José Haedo \| Saxo Bank-Sungard \| 4 h 39 min 45 s \| \| \| 2.º \| Tyler Farrar \| Garmin-Cervélo \| + 0 s \| \| \| 3.º \| Daniel Oss \| Liquigas-Cannondale \| + 0 s \| \| \| 4.º \| Alessandro Petacchi \| Lampre-ISD \| + 0 s \| \| \| 5.º \| Mark Renshaw \| HTC-Highroad \| + 0 s \| \| \| 6.º \| Robbie McEwen \| Team RadioShack \| + 0 s \| \| \| 7.º \| Lloyd Mondory \| AG2R La Mondiale \| + 0 s \| \| \| 8.º \| Edvald Boasson Hagen \| Team Sky \| + 0 s \| \| \| 9.º \| Marcel Sieberg \| Omega Pharma-Lotto \| + 0 s \| \| \| 10.º \| Thor Hushovd \| Garmin-Cervélo \| + 0 s \| \| |                      |                     |                 |
| |                      |                     |                 |
| |                      |                     |                 |
| Clasificación de la etapa |                      |                     |                 |
| Ciclista | Ciclista             | Equipo              | Tiempo          |
| 1.º | Juan José Haedo      | Saxo Bank-Sungard   | 4 h 39 min 45 s |
| 2.º | Tyler Farrar         | Garmin-Cervélo      | + 0 s           |
| 3.º | Daniel Oss           | Liquigas-Cannondale | + 0 s           |
| 4.º | Alessandro Petacchi  | Lampre-ISD          | + 0 s           |
| 5.º | Mark Renshaw         | HTC-Highroad        | + 0 s           |
| 6.º | Robbie McEwen        | Team RadioShack     | + 0 s           |
| 7.º | Lloyd Mondory        | AG2R La Mondiale    | + 0 s           |
| 8.º | Edvald Boasson Hagen | Team Sky            | + 0 s           |
| 9.º | Marcel Sieberg       | Omega Pharma-Lotto  | + 0 s           |
| 10.º | Thor Hushovd         | Garmin-Cervélo      | + 0 s           |

| \| Clasificación general \| Clasificación general \| Clasificación general \| Clasificación general \| Clasificación general \| \| Ciclista \| Ciclista \| Equipo \| Tiempo \| \| \| --------------------- \| --------------------- \| --------------------- \| --------------------- \| --------------------- \| \| 1.º \| Tyler Farrar \| Garmin-Cervélo \| 9 h 53 min 51 s \| \| \| 2.º \| Juan José Haedo \| Saxo Bank-Sungard \| + 5 s \| \| \| 3.º \| Lars Boom \| Rabobank \| + 6 s \| \| \| 4.º \| Óscar Freire \| Rabobank \| + 8 s \| \| \| 5.º \| Tom Leezer \| Rabobank \| + 8 s \| \| \| 6.º \| Robert Gesink \| Rabobank \| + 8 s \| \| \| 7.º \| Sebastian Langeveld \| Rabobank \| + 8 s \| \| \| 8.º \| Bram Tankink \| Rabobank \| + 8 s \| \| \| 9.º \| Ramūnas Navardauskas \| Garmin-Cervélo \| + 15 s \| \| \| 10.º \| Andreas Klier \| Garmin-Cervélo \| + 17 s \| \| |                      |                   |                 |
| |                      |                   |                 |
| |                      |                   |                 |
| Clasificación general |                      |                   |                 |
| Ciclista | Ciclista             | Equipo            | Tiempo          |
| 1.º | Tyler Farrar         | Garmin-Cervélo    | 9 h 53 min 51 s |
| 2.º | Juan José Haedo      | Saxo Bank-Sungard | + 5 s           |
| 3.º | Lars Boom            | Rabobank          | + 6 s           |
| 4.º | Óscar Freire         | Rabobank          | + 8 s           |
| 5.º | Tom Leezer           | Rabobank          | + 8 s           |
| 6.º | Robert Gesink        | Rabobank          | + 8 s           |
| 7.º | Sebastian Langeveld  | Rabobank          | + 8 s           |
| 8.º | Bram Tankink         | Rabobank          | + 8 s           |
| 9.º | Ramūnas Navardauskas | Garmin-Cervélo    | + 15 s          |
| 10.º | Andreas Klier        | Garmin-Cervélo    | + 17 s          |

### Etapa 4
| Narni - Chieti | etapa de media montaña | (240 km) |

| \| Clasificación de la etapa \| Clasificación de la etapa \| Clasificación de la etapa \| Clasificación de la etapa \| Clasificación de la etapa \| \| Ciclista \| Ciclista \| Equipo \| Tiempo \| \| \| ------------------------- \| ------------------------- \| ------------------------- \| ------------------------- \| ------------------------- \| \| 1.º \| Michele Scarponi \| Lampre-ISD \| 6 h 10 min 59 s \| \| \| 2.º \| Damiano Cunego \| Lampre-ISD \| + 0 s \| \| \| 3.º \| Cadel Evans \| BMC Racing Team \| + 0 s \| \| \| 4.º \| Ivan Basso \| Liquigas-Cannondale \| + 2 s \| \| \| 5.º \| Danilo Di Luca \| Katusha \| + 6 s \| \| \| 6.º \| Robert Gesink \| Rabobank \| + 12 s \| \| \| 7.º \| Rinaldo Nocentini \| AG2R La Mondiale \| + 12 s \| \| \| 8.º \| Vincenzo Nibali \| Liquigas-Cannondale \| + 12 s \| \| \| 9.º \| Thomas Lövkvist \| Team Sky \| + 16 s \| \| \| 10.º \| Philippe Gilbert \| Omega Pharma-Lotto \| + 16 s \| \| |                   |                     |                 |
| |                   |                     |                 |
| |                   |                     |                 |
| Clasificación de la etapa |                   |                     |                 |
| Ciclista | Ciclista          | Equipo              | Tiempo          |
| 1.º | Michele Scarponi  | Lampre-ISD          | 6 h 10 min 59 s |
| 2.º | Damiano Cunego    | Lampre-ISD          | + 0 s           |
| 3.º | Cadel Evans       | BMC Racing Team     | + 0 s           |
| 4.º | Ivan Basso        | Liquigas-Cannondale | + 2 s           |
| 5.º | Danilo Di Luca    | Katusha             | + 6 s           |
| 6.º | Robert Gesink     | Rabobank            | + 12 s          |
| 7.º | Rinaldo Nocentini | AG2R La Mondiale    | + 12 s          |
| 8.º | Vincenzo Nibali   | Liquigas-Cannondale | + 12 s          |
| 9.º | Thomas Lövkvist   | Team Sky            | + 16 s          |
| 10.º | Philippe Gilbert  | Omega Pharma-Lotto  | + 16 s          |

| \| Clasificación general \| Clasificación general \| Clasificación general \| Clasificación general \| Clasificación general \| \| Ciclista \| Ciclista \| Equipo \| Tiempo \| \| \| --------------------- \| --------------------- \| --------------------- \| --------------------- \| --------------------- \| \| 1.º \| Robert Gesink \| Rabobank \| 16 h 05 min 10 s \| \| \| 2.º \| Cadel Evans \| BMC Racing Team \| + 10 s \| \| \| 3.º \| Ivan Basso \| Liquigas-Cannondale \| + 12 s \| \| \| 4.º \| Michele Scarponi \| Lampre-ISD \| + 15 s \| \| \| 5.º \| Damiano Cunego \| Lampre-ISD \| + 19 s \| \| \| 6.º \| Sebastian Langeveld \| Rabobank \| + 19 s \| \| \| 7.º \| Vincenzo Nibali \| Liquigas-Cannondale \| + 22 s \| \| \| 8.º \| Damiano Caruso \| Liquigas-Cannondale \| + 34 s \| \| \| 9.º \| Thomas Lövkvist \| Team Sky \| + 37 s \| \| \| 10.º \| Peter Velits \| HTC-Highroad \| + 37 s \| \| |                     |                     |                  |
| |                     |                     |                  |
| |                     |                     |                  |
| Clasificación general |                     |                     |                  |
| Ciclista | Ciclista            | Equipo              | Tiempo           |
| 1.º | Robert Gesink       | Rabobank            | 16 h 05 min 10 s |
| 2.º | Cadel Evans         | BMC Racing Team     | + 10 s           |
| 3.º | Ivan Basso          | Liquigas-Cannondale | + 12 s           |
| 4.º | Michele Scarponi    | Lampre-ISD          | + 15 s           |
| 5.º | Damiano Cunego      | Lampre-ISD          | + 19 s           |
| 6.º | Sebastian Langeveld | Rabobank            | + 19 s           |
| 7.º | Vincenzo Nibali     | Liquigas-Cannondale | + 22 s           |
| 8.º | Damiano Caruso      | Liquigas-Cannondale | + 34 s           |
| 9.º | Thomas Lövkvist     | Team Sky            | + 37 s           |
| 10.º | Peter Velits        | HTC-Highroad        | + 37 s           |

### Etapa 5
| Chieti - Castelraimondo | etapa de media montaña | (240 km) |

| \| Clasificación de la etapa \| Clasificación de la etapa \| Clasificación de la etapa \| Clasificación de la etapa \| Clasificación de la etapa \| \| Ciclista \| Ciclista \| Equipo \| Tiempo \| \| \| ------------------------- \| ------------------------- \| ------------------------- \| ------------------------- \| ------------------------- \| \| 1.º \| Philippe Gilbert \| Omega Pharma-Lotto \| 6 h 43 min 23 s \| \| \| 2.º \| Wout Poels \| Vacansoleil-DCM \| + 0 s \| \| \| 3.º \| Damiano Cunego \| Lampre-ISD \| + 0 s \| \| \| 4.º \| Danilo Di Luca \| Katusha \| + 0 s \| \| \| 5.º \| Andrey Amador \| Movistar Team \| + 0 s \| \| \| 6.º \| Davide Malacarne \| Quick Step \| + 0 s \| \| \| 7.º \| Tiago Machado \| Team RadioShack \| + 2 s \| \| \| 8.º \| Michele Scarponi \| Lampre-ISD \| + 2 s \| \| \| 9.º \| Thomas Lövkvist \| Team Sky \| + 2 s \| \| \| 10.º \| Vincenzo Nibali \| Liquigas-Cannondale \| + 2 s \| \| |                  |                     |                 |
| |                  |                     |                 |
| |                  |                     |                 |
| Clasificación de la etapa |                  |                     |                 |
| Ciclista | Ciclista         | Equipo              | Tiempo          |
| 1.º | Philippe Gilbert | Omega Pharma-Lotto  | 6 h 43 min 23 s |
| 2.º | Wout Poels       | Vacansoleil-DCM     | + 0 s           |
| 3.º | Damiano Cunego   | Lampre-ISD          | + 0 s           |
| 4.º | Danilo Di Luca   | Katusha             | + 0 s           |
| 5.º | Andrey Amador    | Movistar Team       | + 0 s           |
| 6.º | Davide Malacarne | Quick Step          | + 0 s           |
| 7.º | Tiago Machado    | Team RadioShack     | + 2 s           |
| 8.º | Michele Scarponi | Lampre-ISD          | + 2 s           |
| 9.º | Thomas Lövkvist  | Team Sky            | + 2 s           |
| 10.º | Vincenzo Nibali  | Liquigas-Cannondale | + 2 s           |

| \| Clasificación general \| Clasificación general \| Clasificación general \| Clasificación general \| Clasificación general \| \| Ciclista \| Ciclista \| Equipo \| Tiempo \| \| \| --------------------- \| --------------------- \| --------------------- \| --------------------- \| --------------------- \| \| 1.º \| Cadel Evans \| BMC Racing Team \| 22 h 48 min 45 s \| \| \| 2.º \| Ivan Basso \| Liquigas-Cannondale \| + 2 s \| \| \| 3.º \| Damiano Cunego \| Lampre-ISD \| + 3 s \| \| \| 4.º \| Michele Scarponi \| Lampre-ISD \| + 5 s \| \| \| 5.º \| Robert Gesink \| Rabobank \| + 5 s \| \| \| 6.º \| Vincenzo Nibali \| Liquigas-Cannondale \| + 12 s \| \| \| 7.º \| Philippe Gilbert \| Omega Pharma-Lotto \| + 23 s \| \| \| 8.º \| Thomas Lövkvist \| Team Sky \| + 27 s \| \| \| 9.º \| Marco Pinotti \| HTC-Highroad \| + 27 s \| \| \| 10.º \| Tiago Machado \| Team RadioShack \| + 32 s \| \| |                  |                     |                  |
| |                  |                     |                  |
| |                  |                     |                  |
| Clasificación general |                  |                     |                  |
| Ciclista | Ciclista         | Equipo              | Tiempo           |
| 1.º | Cadel Evans      | BMC Racing Team     | 22 h 48 min 45 s |
| 2.º | Ivan Basso       | Liquigas-Cannondale | + 2 s            |
| 3.º | Damiano Cunego   | Lampre-ISD          | + 3 s            |
| 4.º | Michele Scarponi | Lampre-ISD          | + 5 s            |
| 5.º | Robert Gesink    | Rabobank            | + 5 s            |
| 6.º | Vincenzo Nibali  | Liquigas-Cannondale | + 12 s           |
| 7.º | Philippe Gilbert | Omega Pharma-Lotto  | + 23 s           |
| 8.º | Thomas Lövkvist  | Team Sky            | + 27 s           |
| 9.º | Marco Pinotti    | HTC-Highroad        | + 27 s           |
| 10.º | Tiago Machado    | Team RadioShack     | + 32 s           |

### Etapa 6
| Ussita - Macerata | etapa de media montaña | (178 km) |

| \| Clasificación de la etapa \| Clasificación de la etapa \| Clasificación de la etapa \| Clasificación de la etapa \| Clasificación de la etapa \| \| Ciclista \| Ciclista \| Equipo \| Tiempo \| \| \| ------------------------- \| ------------------------- \| ------------------------- \| ------------------------- \| ------------------------- \| \| 1.º \| Cadel Evans \| BMC Racing Team \| 4 h 37 min 58 s \| \| \| 2.º \| Giovanni Visconti \| Farnese Vini-Neri Sottoli \| + 0 s \| \| \| 3.º \| Michele Scarponi \| Lampre-ISD \| + 0 s \| \| \| 4.º \| Vincenzo Nibali \| Liquigas-Cannondale \| + 0 s \| \| \| 5.º \| Ivan Basso \| Liquigas-Cannondale \| + 0 s \| \| \| 6.º \| Wout Poels \| Vacansoleil-DCM \| + 0 s \| \| \| 7.º \| Stefano Garzelli \| Acqua & Sapone \| + 0 s \| \| \| 8.º \| Robert Gesink \| Rabobank \| + 0 s \| \| \| 9.º \| Philippe Gilbert \| Omega Pharma-Lotto \| + 0 s \| \| \| 10.º \| Tiago Machado \| Team RadioShack \| + 0 s \| \| |                   |                           |                 |
| |                   |                           |                 |
| |                   |                           |                 |
| Clasificación de la etapa |                   |                           |                 |
| Ciclista | Ciclista          | Equipo                    | Tiempo          |
| 1.º | Cadel Evans       | BMC Racing Team           | 4 h 37 min 58 s |
| 2.º | Giovanni Visconti | Farnese Vini-Neri Sottoli | + 0 s           |
| 3.º | Michele Scarponi  | Lampre-ISD                | + 0 s           |
| 4.º | Vincenzo Nibali   | Liquigas-Cannondale       | + 0 s           |
| 5.º | Ivan Basso        | Liquigas-Cannondale       | + 0 s           |
| 6.º | Wout Poels        | Vacansoleil-DCM           | + 0 s           |
| 7.º | Stefano Garzelli  | Acqua & Sapone            | + 0 s           |
| 8.º | Robert Gesink     | Rabobank                  | + 0 s           |
| 9.º | Philippe Gilbert  | Omega Pharma-Lotto        | + 0 s           |
| 10.º | Tiago Machado     | Team RadioShack           | + 0 s           |

| \| Clasificación general \| Clasificación general \| Clasificación general \| Clasificación general \| Clasificación general \| \| Ciclista \| Ciclista \| Equipo \| Tiempo \| \| \| --------------------- \| --------------------- \| --------------------- \| --------------------- \| --------------------- \| \| 1.º \| Cadel Evans \| BMC Racing Team \| 27 h 26 min 33 s \| \| \| 2.º \| Michele Scarponi \| Lampre-ISD \| + 9 s \| \| \| 3.º \| Ivan Basso \| Liquigas-Cannondale \| + 12 s \| \| \| 4.º \| Robert Gesink \| Rabobank \| + 15 s \| \| \| 5.º \| Vincenzo Nibali \| Liquigas-Cannondale \| + 21 s \| \| \| 6.º \| Damiano Cunego \| Lampre-ISD \| + 24 s \| \| \| 7.º \| Philippe Gilbert \| Omega Pharma-Lotto \| + 33 s \| \| \| 8.º \| Tiago Machado \| Team RadioShack \| + 42 s \| \| \| 9.º \| Thomas Lövkvist \| Team Sky \| + 46 s \| \| \| 10.º \| Marco Pinotti \| HTC-Highroad \| + 46 s \| \| |                  |                     |                  |
| |                  |                     |                  |
| |                  |                     |                  |
| Clasificación general |                  |                     |                  |
| Ciclista | Ciclista         | Equipo              | Tiempo           |
| 1.º | Cadel Evans      | BMC Racing Team     | 27 h 26 min 33 s |
| 2.º | Michele Scarponi | Lampre-ISD          | + 9 s            |
| 3.º | Ivan Basso       | Liquigas-Cannondale | + 12 s           |
| 4.º | Robert Gesink    | Rabobank            | + 15 s           |
| 5.º | Vincenzo Nibali  | Liquigas-Cannondale | + 21 s           |
| 6.º | Damiano Cunego   | Lampre-ISD          | + 24 s           |
| 7.º | Philippe Gilbert | Omega Pharma-Lotto  | + 33 s           |
| 8.º | Tiago Machado    | Team RadioShack     | + 42 s           |
| 9.º | Thomas Lövkvist  | Team Sky            | + 46 s           |
| 10.º | Marco Pinotti    | HTC-Highroad        | + 46 s           |

### Etapa 7
| San Benedetto del Tronto - San Benedetto del Tronto | contrarreloj individual | (9,3 km) |

| \| Clasificación de la etapa \| Clasificación de la etapa \| Clasificación de la etapa \| Clasificación de la etapa \| Clasificación de la etapa \| \| Ciclista \| Ciclista \| Equipo \| Tiempo \| \| \| ------------------------- \| ------------------------- \| ------------------------- \| ------------------------- \| ------------------------- \| \| 1.º \| Fabian Cancellara \| Leopard-Trek \| 10 min 33 s \| \| \| 2.º \| Lars Boom \| Rabobank \| + 9 s \| \| \| 3.º \| Adriano Malori \| Lampre-ISD \| + 19 s \| \| \| 4.º \| Rick Flens \| Rabobank \| + 20 s \| \| \| 5.º \| Bert Grabsch \| HTC-Highroad \| + 22 s \| \| \| 6.º \| Marco Pinotti \| HTC-Highroad \| + 24 s \| \| \| 7.º \| Sébastien Rosseler \| Team RadioShack \| + 24 s \| \| \| 8.º \| Jonathan Castroviejo \| Euskaltel-Euskadi \| + 25 s \| \| \| 9.º \| Robert Gesink \| Rabobank \| + 27 s \| \| \| 10.º \| Nick Nuyens \| Saxo Bank-Sungard \| + 28 s \| \| |                      |                   |             |
| |                      |                   |             |
| |                      |                   |             |
| Clasificación de la etapa |                      |                   |             |
| Ciclista | Ciclista             | Equipo            | Tiempo      |
| 1.º | Fabian Cancellara    | Leopard-Trek      | 10 min 33 s |
| 2.º | Lars Boom            | Rabobank          | + 9 s       |
| 3.º | Adriano Malori       | Lampre-ISD        | + 19 s      |
| 4.º | Rick Flens           | Rabobank          | + 20 s      |
| 5.º | Bert Grabsch         | HTC-Highroad      | + 22 s      |
| 6.º | Marco Pinotti        | HTC-Highroad      | + 24 s      |
| 7.º | Sébastien Rosseler   | Team RadioShack   | + 24 s      |
| 8.º | Jonathan Castroviejo | Euskaltel-Euskadi | + 25 s      |
| 9.º | Robert Gesink        | Rabobank          | + 27 s      |
| 10.º | Nick Nuyens          | Saxo Bank-Sungard | + 28 s      |

## Clasificaciones finales
- Las clasificaciones finalizaron de la siguiente forma:

### Clasificación general
| \| Clasificación general \| Clasificación general \| Clasificación general \| Clasificación general \| Clasificación general \| \| Ciclista \| Ciclista \| Equipo \| Tiempo \| \| \| --------------------- \| --------------------- \| --------------------- \| --------------------- \| --------------------- \| \| 1.º \| Cadel Evans \| BMC Racing Team \| 27 h 37 min 37 s \| \| \| 2.º \| Robert Gesink \| Rabobank \| + 11 s \| \| \| 3.º \| Michele Scarponi \| Lampre-ISD \| + 15 s \| \| \| 4.º \| Ivan Basso \| Liquigas-Cannondale \| + 24 s \| \| \| 5.º \| Vincenzo Nibali \| Liquigas-Cannondale \| + 30 s \| \| \| 6.º \| Marco Pinotti \| HTC-Highroad \| + 39 s \| \| \| 7.º \| Tiago Machado \| Team RadioShack \| + 42 s \| \| \| 8.º \| Damiano Cunego \| Lampre-ISD \| + 50 s \| \| \| 9.º \| Philippe Gilbert \| Omega Pharma-Lotto \| + 57 s \| \| \| 10.º \| Thomas Lövkvist \| Team Sky \| + 58 s \| \| |                  |                     |                  |
| |                  |                     |                  |
| Fuente: ProCyclingStats |                  |                     |                  |
| Clasificación general |                  |                     |                  |
| Ciclista | Ciclista         | Equipo              | Tiempo           |
| 1.º | Cadel Evans      | BMC Racing Team     | 27 h 37 min 37 s |
| 2.º | Robert Gesink    | Rabobank            | + 11 s           |
| 3.º | Michele Scarponi | Lampre-ISD          | + 15 s           |
| 4.º | Ivan Basso       | Liquigas-Cannondale | + 24 s           |
| 5.º | Vincenzo Nibali  | Liquigas-Cannondale | + 30 s           |
| 6.º | Marco Pinotti    | HTC-Highroad        | + 39 s           |
| 7.º | Tiago Machado    | Team RadioShack     | + 42 s           |
| 8.º | Damiano Cunego   | Lampre-ISD          | + 50 s           |
| 9.º | Philippe Gilbert | Omega Pharma-Lotto  | + 57 s           |
| 10.º | Thomas Lövkvist  | Team Sky            | + 58 s           |

### Clasificación de los puntos
| Clasificación por puntos | Clasificación por puntos | Clasificación por puntos | Clasificación por puntos | Clasificación por puntos |
| Ciclista                 | Ciclista                 | Equipo                   | Puntos                   |                          |
| ------------------------ | ------------------------ | ------------------------ | ------------------------ | ------------------------ |
| 1.º                      | Michele Scarponi         | Lampre-ISD               | 26 pts                   |                          |
| 2.º                      | Tyler Farrar             | Garmin-Cervélo           | 26 pts                   |                          |
| 3.º                      | Cadel Evans              | BMC Racing Team          | 20 pts                   |                          |
| 4.º                      | Juan José Haedo          | Saxo Bank-Sungard        | 20 pts                   |                          |
| 5.º                      | Damiano Cunego           | Lampre-ISD               | 19 pts                   |                          |
| 6.º                      | Philippe Gilbert         | Omega Pharma-Lotto       | 15 pts                   |                          |
| 7.º                      | Wout Poels               | Vacansoleil-DCM          | 15 pts                   |                          |
| 8.º                      | Lars Boom                | Rabobank                 | 13 pts                   |                          |
| 9.º                      | Ivan Basso               | Liquigas-Cannondale      | 13 pts                   |                          |
| 10.º                     | Vincenzo Nibali          | Liquigas-Cannondale      | 13 pts                   |                          |

### Clasificación de la montaña
| Clasificación de la montaña | Clasificación de la montaña | Clasificación de la montaña | Clasificación de la montaña | Clasificación de la montaña |
| Ciclista                    | Ciclista                    | Equipo                      | Puntos                      |                             |
| --------------------------- | --------------------------- | --------------------------- | --------------------------- | --------------------------- |
| 1.º                         | Davide Malacarne            | Quick Step                  | 16 pts                      |                             |
| 2.º                         | Javier Aramendia            | Euskaltel-Euskadi           | 11 pts                      |                             |
| 3.º                         | Gorazd Stangelj             | Astana                      | 11 pts                      |                             |
| 4.º                         | Borut Božič                 | Vacansoleil-DCM             | 10 pts                      |                             |
| 5.º                         | Fabian Wegmann              | Leopard-Trek                | 8 pts                       |                             |
| 6.º                         | Michele Scarponi            | Lampre-ISD                  | 7 pts                       |                             |
| 7.º                         | Mikaël Cherel               | AG2R La Mondiale            | 6 pts                       |                             |
| 8.º                         | Andrey Amador               | Movistar Team               | 6 pts                       |                             |
| 9.º                         | Leonardo Giordani           | Farnese Vini-Neri Sottoli   | 6 pts                       |                             |
| 10.º                        | Ángel Madrazo               | Movistar Team               | 5 pts                       |                             |

### Clasificación de los jóvenes
| Clasificación del mejor joven | Clasificación del mejor joven | Clasificación del mejor joven | Clasificación del mejor joven | Clasificación del mejor joven |
| Ciclista                      | Ciclista                      | Equipo                        | Tiempo                        |                               |
| ----------------------------- | ----------------------------- | ----------------------------- | ----------------------------- | ----------------------------- |
| 1.º                           | Robert Gesink                 | Rabobank                      | 27 h 37 min 48 s              |                               |
| 2.º                           | Simon Clarke                  | Astana                        | + 1 min 45 s                  |                               |
| 3.º                           | Wout Poels                    | Vacansoleil-DCM               | + 1 min 52 s                  |                               |
| 4.º                           | Jonathan Castroviejo          | Euskaltel-Euskadi             | + 1 min 59 s                  |                               |
| 5.º                           | Damiano Caruso                | Liquigas-Cannondale           | + 2 min 31 s                  |                               |
| 6.º                           | Ángel Madrazo                 | Movistar Team                 | + 2 min 36 s                  |                               |
| 7.º                           | Ion Izagirre                  | Euskaltel-Euskadi             | + 2 min 56 s                  |                               |
| 8.º                           | Mikaël Cherel                 | AG2R La Mondiale              | + 14 min 23 s                 |                               |
| 9.º                           | Davide Malacarne              | Quick Step                    | + 16 min 13 s                 |                               |
| 10.º                          | Andrey Amador                 | Movistar Team                 | + 27 min 32 s                 |                               |

### Clasificación por equipos
| Clasificación por equipos | Clasificación por equipos | Clasificación por equipos | Clasificación por equipos |
| Equipo                    | Equipo                    | Tiempo                    |                           |
| ------------------------- | ------------------------- | ------------------------- | ------------------------- |
| 1.º                       | Liquigas-Cannondale       | 82 h 18 min 57 s          |                           |
| 2.º                       | HTC-Highroad              | + 1 min 21 s              |                           |
| 3.º                       | Euskaltel-Euskadi         | + 4 min 01 s              |                           |
| 4.º                       | Movistar Team             | + 7 min 05 s              |                           |
| 5.º                       | Sky ProCycling            | + 7 min 06 s              |                           |

## Evolución de las clasificaciones
| Etapa (Vencedor)                    | Clasificación general | Clasificación por puntos | Clasificación de la montaña | Clasificación de los jóvenes | Clasificación por equipos |
| ----------------------------------- | --------------------- | ------------------------ | --------------------------- | ---------------------------- | ------------------------- |
| 1.ª etapa (CRE) (Rabobank)          | Lars Boom             | no se entregó            | no se entregó               | Robert Gesink                | Rabobank                  |
| 2.ª etapa (Tyler Farrar)            | Tyler Farrar          | Tyler Farrar             | Javier Aramendia            | Robert Gesink                | Rabobank                  |
| 3.ª etapa (Juan José Haedo)         | Tyler Farrar          | Tyler Farrar             | Javier Aramendia            | Robert Gesink                | Rabobank                  |
| 4.ª etapa (Michele Scarponi)        | Robert Gesink         | Tyler Farrar             | Javier Aramendia            | Robert Gesink                | Liquigas-Cannondale       |
| 5.ª etapa (Philippe Gilbert)        | Cadel Evans           | Tyler Farrar             | Davide Malacarne            | Robert Gesink                | Liquigas-Cannondale       |
| 6.ª etapa (Cadel Evans)             | Cadel Evans           | Michele Scarponi         | Davide Malacarne            | Robert Gesink                | Liquigas-Cannondale       |
| 7.ª etapa (CRI) (Fabian Cancellara) | Cadel Evans           | Michele Scarponi         | Davide Malacarne            | Robert Gesink                | Liquigas-Cannondale       |
| Final                               | Cadel Evans           | Michele Scarponi         | Davide Malacarne            | Robert Gesink                | Liquigas-Cannondale       |